# IC 2000 (galaxie)
Ne doit pas être confondu avec IC 2000 (train).
IC 2000 est une galaxie spirale barrée vue par la tranche et située dans la constellation de l'Horloge. Sa vitesse par rapport au fond diffus cosmologique est de 928 ± 4 km/s, ce qui correspond à une distance de Hubble de 13,7 ± 1,0 Mpc (∼44,7 millions d'al). IC 2000 a été découverte par l'astronome américain DeLisle Stewart en 1899.
La classe de luminosité de IC 2000 est III-IV et elle présente une large raie HI.
À ce jour, plus d'une quinzaine de mesures non basées sur le décalage vers le rouge (redshift) donnent une distance de 19,359 ± 5,026 Mpc (∼63,1 millions d'al), ce qui est à l'intérieur des valeurs de la distance de Hubble.

## Groupe de NGC 1433 et de NGC 1493
Selon Richard Powell du site « Un Atlas de l'Univers », IC 2000 fait partie du groupe de NGC 1433 qui compte 10 galaxies. Ce groupe fait partie de l'amas du Fourneau.
Toutefois, selon un article publié par A.M. Garcia en 1993, IC 2000 fait partie du groupe de NGC 1493 qui comprend six galaxies. En plus de NGC 1493, les quatre autres galaxies du groupe sont NGC 1483, NGC 1494, PGC 13979 et PGC 14125. Les autres galaxies du groupe de NGC 1433 de Powell se retrouvent dans le groupe de NGC 1493 indiqué dans l'article de Powell.
La distance moyenne des galaxies groupe de NGC 1433 de Powell est de 15,5 Mpc, celle du groupe de NGC 1448 de 15,1 Mpc et celle du groupe de NGC 1493 de 14,8 Mpc. Les galaxies NGC 1433, NGC 1495, NGC 1527 et PGC 14225 du groupe de NGC 1433 (Powell) ne figurent ni dans le groupe de NGC 1448 ni dans celui de NGC 1493. Si on réunissait toutes les galaxies mentionnées par Powell et Garcia en un seul groupe, celui-ci renfermerait 15 galaxies dont la distance moyenne serait de 14,1 ± 1,7 Mpc.